# Giorgi Dzmanashvili
Pas d'image ? Cliquez ici

a Compétitions nationales et continentales officielles uniquement.

b Matchs officiels uniquement.
Dernière mise à jour le 19 juillet 2025.
Giorgi Dzmanashvili (en géorgien : გიორგი ძმანაშვილი), né le 16 juin 2002 en Géorgie, est un joueur international géorgien de rugby à XV évoluant au poste de pilier droit avec l'ASM Clermont Auvergne.

## Biographie

### Jeunesse et formation
Giorgi Dzmanashvili naît le 16 juin 2002 en Géorgie.
Faisant partie des équipes de jeunes du club géorgien de rugby à XV du RC Rustavi Kharebi, il est promu en équipe senior à partir du mois de septembre 2021. Pendant la saison 2021-2022, il évolue donc dans le Didi 10 avec son club, au poste de pilier droit,,.
En mai 2022, il est convoqué avec l'équipe de Géorgie des moins de 20 ans pour un camp d'entraînement en vue des Six Nations Summer Series,. Il n'est cependant pas retenu dans le groupe final.
Lors du mois de juillet 2022, il est annoncé qu'il rejoint la France et le club de l'ASM Clermont Auvergne en contrat espoir et intègre donc le centre de formation du club. Cette signature intervient pour compenser le départ de Sipili Falatea ainsi que la non-venue de Thomas Laclayat, il se retrouve alors en concurrence avec un autre espoir, Valentin Simutoga, pour espérer avoir du temps de jeu avec l'effectif professionnel. Dès le mois suivant, il est intégré à ce dernier pour aller disputer un match amical de pré-saison contre le RC Toulon et fait donc ses premiers pas avec ce groupe lors d'une victoire 40 à 21,. La semaine suivante, il est de nouveau sollicité pour un autre match amical, cette fois-ci contre l'Union Bordeaux Bègles.

### Début de carrière professionnelle à l'ASM Clermont (2022-2024)
Deux semaines plus tard, pour la deuxième journée de Top 14, Giorgi Dzmanashvili est aligné sur le banc des remplaçants pour la première fois en compétition officielle, à la suite de la blessure de Rabah Slimani, pour affronter la Section paloise à domicile. Pendant la rencontre, il remplace Cristian Ojovan en seconde période et dispute ses premières minutes en professionnel. Pour la journée suivante, il est de nouveau convoqué en tant que remplaçant pour un déplacement à Toulon. Cependant, quelques jours après cette rencontre, son club recrute Davit Kubriashvili à son poste en tant que joueur additionnel pour l'intégralité de la saison, cette nouvelle arrivée peut donc potentiellement faire décroitre le temps de jeu de Dzmanashvili. Toutefois, il profite de la blessure de Kubriashvili pour être sollicité de nouveau et retrouve le banc des remplaçants à l'occasion de la cinquième journée face au Lyon OU. Dans le cadre de la sixième journée, il est titularisé pour la première fois pour aller défier le Stade toulousain dans leur stade. Après la rencontre, il est cité pour avoir été coupable d'une percussion avec le coude en avant lors d'un raffut sur Antoine Dupont, tandis que ce dernier est coupable du même geste dans la même rencontre et ne reçoit aucune citation,. Dans l'attente de son jugement, il est encore une fois aligné pour aller jouer au stade Aimé-Giral face à l'USA Perpignan. Quelques jours après ce match, il est finalement suspendu trois semaines, une décision jugée trop sévère par le staff clermontois qui compare la faute à celle de Dupont qui n'a donc reçu aucune sanction et fait donc appel,. Cet appel est finalement non retenu et il reste suspendu. Par la suite, il n'est plus sollicité jusqu'à la fin mai 2023, à l'occasion de la dernière journée de la saison face au Racing 92. Pour sa première saison professionnelle, il dispute un total de six rencontres dont une en qualité de titulaire,.
En amont de la saison 2023-2024, il voit arriver la concurrence d'Henzo Kiteau à son poste, de retour de prêt avec le Stade aurillacois,. Lors de la pré-saison, il est de nouveau retenu avec l'effectif professionnel pour disputer une rencontre amicale contre l'USON Nevers début août 2023, ainsi qu'une autre la semaine suivante contre Oyonnax Rugby. Encore une semaine après, il est aligné sur le banc pour la première rencontre de Top 14 de la saison face à ce même adversaire. Par la suite, il n'est pas convoqué pour les deux journées suivantes et rejoue lors d'un match amical face au Lyon OU durant la trêve due à la Coupe du monde 2023. Après la reprise du championnat, il n'est pas sollicité et évolue donc en Championnat de France espoirs. Début janvier, il fait finalement son retour dans le groupe professionnel à l'occasion d'un déplacement sur le terrain du Stade français Paris comptant pour la douzième journée de Top 14. Trois mois plus tard, il est retenu pour la première fois en Challenge Cup, contre les Cheetahs. Au total, il dispute neuf rencontres, exclusivement en tant que remplaçant, avec l'équipe professionnelle.

### Débuts internationaux, prêt au Biarritz olympique et retour à l'ASM Clermont (depuis 2024)
Pour la saison 2024-2025, il est annoncé que l'ASM Clermont Auvergne souhaite le prêter dans le but d'engranger du temps de jeu. Finalement, il est prêté au Biarritz olympique. Début juillet 2024, il est sélectionné pour la première fois en équipe de Géorgie pour disputer la tournée contre le Japon et l'Australie. Pour le match contre le Japon, il est prévu sur le banc des remplaçants. Pendant la rencontre, il fait ses débuts internationaux en remplaçant Irakli Aptsiauri en seconde période lors de la victoire 25 à 23 des siens.
Après son arrivée au Biarritz olympique, il dispute son premier match à l'occasion de la quatrième journée de Pro D2 en étant titularisé lors d'un déplacement sur la pelouse de l'US Montauban. Après ce match, il enchaîne plusieurs rencontres en tant que titulaire lors de la première partie de saison. Par la suite, il se blesse plusieurs fois au tendon d'Achille et manque plusieurs rencontres,. Au total, sur l'intégralité de la saison, il dispute 14 matchs dont sept comme titulaire.
Devenu JIFF (joueur issu des filières de formation) à partir du mois juin 2025, il effectue son retour à l'ASM Clermont pour la saison 2025-2026.

## Statistiques

### En club
| Saison                   | Club                     | Championnat | Championnat | Championnat | Compétitions de l'EPCR                               | Compétitions de l'EPCR                               | Compétitions de l'EPCR                               |
| Saison                   | Club                     | Compétition | Matchs      | Essais      | Compétition                                          | Matchs                                               | Essais                                               |
| ------------------------ | ------------------------ | ----------- | ----------- | ----------- | ---------------------------------------------------- | ---------------------------------------------------- | ---------------------------------------------------- |
| 2022-2023                | ASM Clermont             | Top 14      | 6           | -           | Champions Cup                                        | -                                                    | -                                                    |
| 2023-2024                | ASM Clermont             | Top 14      | 7           | -           | Challenge Cup                                        | 2                                                    | -                                                    |
| Total ASM Clermont       | Total ASM Clermont       | Top 14      | 13          | 0           | Compétitions de l'EPCR                               | 2                                                    | 0                                                    |
| 2024-2025                | → Biarritz olympique     | Pro D2      | 14          | -           | Pas de qualification pour les compétitions de l'EPCR | Pas de qualification pour les compétitions de l'EPCR | Pas de qualification pour les compétitions de l'EPCR |
| Total Biarritz olympique | Total Biarritz olympique | Top 14      | 14          | 0           | -                                                    | -                                                    | -                                                    |

### En équipe nationale
Au 19 juillet 2025, Giorgi Dzmanashvili compte 1 cape en équipe de Géorgie, dont 0 en tant que titulaire, depuis le 13 juillet 2024 contre le Japon.
| Année | Compétition | Matchs | Points | Essais |
| ----- | ----------- | ------ | ------ | ------ |
| 2024  | Test matchs | 1      | -      | -      |
| Total | Total       | 1      | 0      | 0      |